# Lezuza
Lezuza község Spanyolországban, Albacete tartományban. Lakosainak száma 1305 fő (2024).

## Földrajza
Lezuza Balazote, Alcaraz, El Bonillo, Munera, La Roda, Barrax és La Herrera községekkel határos.

## Népesség
A település lakosságának változását az alábbi diagram mutatja:
| Lakosok száma | 1733 | 1704 | 1715 | 1650 | 1612 | 1504 | 1458 | 1358 | 1322 | 1305 |
|               | 2001 | 2004 | 2006 | 2009 | 2011 | 2014 | 2016 | 2019 | 2021 | 2024 |